# Geiereck
De Geiereck is een berg in de deelstaat Beieren, Duitsland en in de deelstaat Salzburg, Oostenrijk. De berg heeft een hoogte van 1806 meter. De grens tussen Duitsland en Oostenrijk loopt over de top.
De Geiereck is onderdeel van het Untersbergmassief, dat weer deel uitmaakt van de Berchtesgadener Alpen.